# أوشكوش إم-أي تي في
أوشكوش إم-أي تي في (بالإنجليزية: Oshkosh M-ATV) هي عربة مدرعة من الألغام ومقاومة للكمائن، صممت من قبل شركة أوشكوش من أوشكوش (ويسكونسن) للتحرك في جميع التضاريس، وهي توفر نفس مستوى الحماية في المركبات السابقة، ولكن مع تحسين التنقل، لتحل محل هامفي.

## المستخدمين

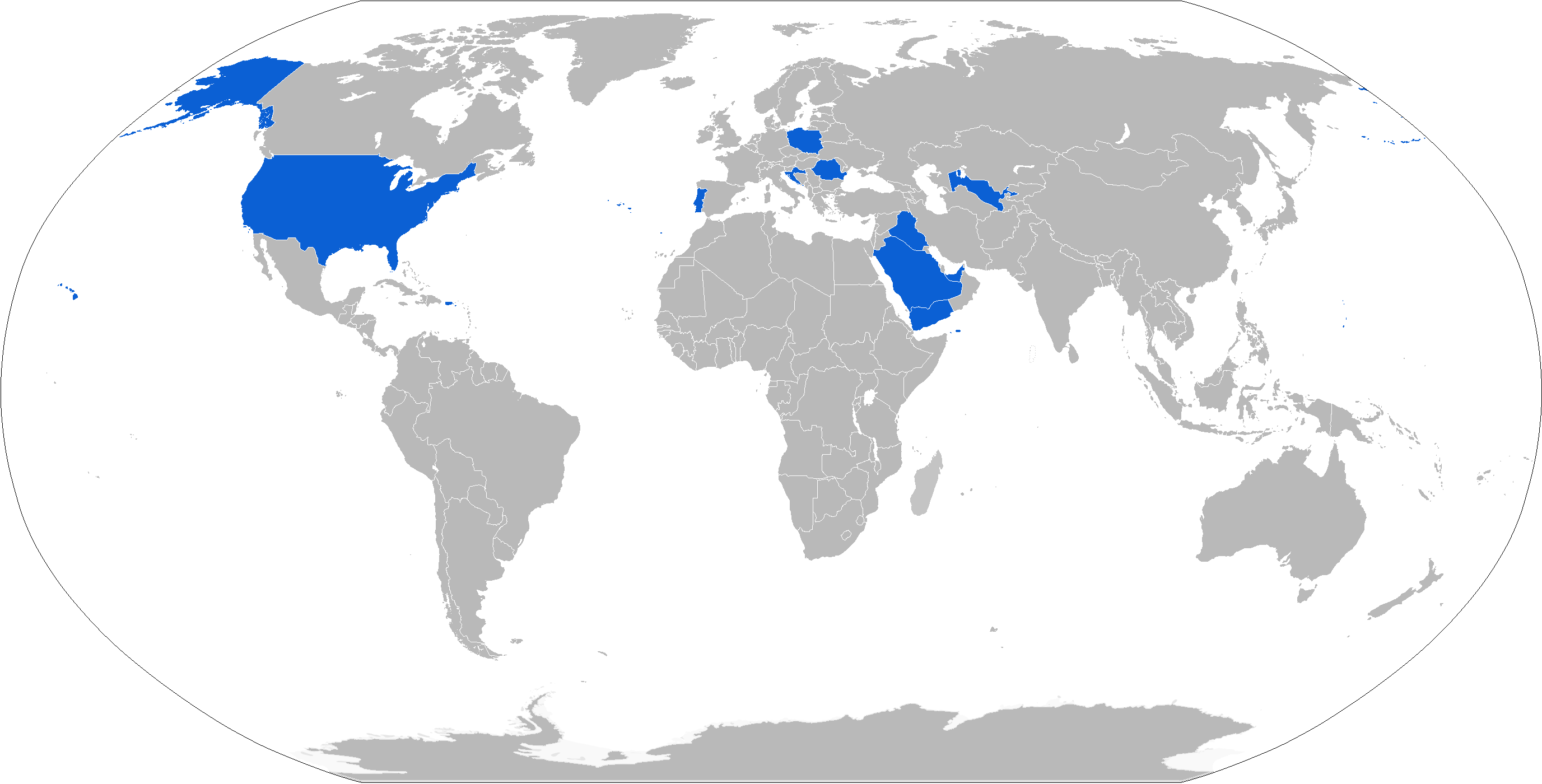
خريطة مستخدمي M-ATV اعتبارا من مايو 2015

- كرواتيا 162 عربة 147 مع القوات البرية و 15 مع القوات الخاصة
- المجر (على سبيل الإعارة لأفغانستان)
- بولندا 45 عربة
- رومانيا [بحاجة لمصدر]
- السعودية 1859عربة
- الإمارات العربية المتحدة 794 عربة
- الولايات المتحدة 5651 عربة في الجيش و 704 عربة في USMC اعتبارًا من 2016
- أوزبكستان
- العراق 100 عربة ( القوات الخاصة العراقية)

## المتغيرات
تضم عائلة M-ATV خيارين مع العديد من المتغيرات الفرعية:
- M-ATV القياسية - يوفر قدرات الاستجابة والدعم:
  - M-ATV معايير أساسية (SXB).
  - M-ATV معايير مطوره (SXU).
  - M-ATV معايير قوات خاصة (SXF).
- M-ATV الموسعة - يوفر زيادة قدرة أضافية للقوات والمعدات، لدعم تشكيلة أوسع من المهمات مثل دعم المشاة ودعم الذخائر المتفجرة، والقيادة والسيطرة:
  - M-ATV التدخل (EXI).
  - M-ATV الصيانة (EXE).
  - M-ATV القيادة (EXC).

## وصلات خارجية
- M-ATV on Oshkosh Defense page
- "Oshkosh Defense M-ATV at Eurosatory 2012; (armyreco) YouTube". مؤرشف من الأصل في 2016-05-03.
- "Decades of experience". مؤرشف من الأصل في 2022-03-18.
- "The US Army Oshkosh Defense® M-ATV MRAP; YouTube". مؤرشف من الأصل في 2022-03-17.
- "Oshkosh Defense - MRAP All-Terrain Vehicle (M-ATV) Multi-Mission Family Of Vehicles; YouTube". مؤرشف من الأصل في 2022-04-28.
- "Oshkosh M-ATV - CAR and DRIVER; YouTube". مؤرشف من الأصل في 2022-12-08.
- "Improvements to MRAP and MATV in Afghanistan - REPORT; YouTube". مؤرشف من الأصل في 2023-03-30.
- "Oshkosh M-ATV in action; YouTube". مؤرشف من الأصل في 2023-04-12.
- "Oshkosh M-ATV all-terrain MRAP wheeled armoured vehicle; YouTube". مؤرشف من الأصل في 2021-03-24.

## قائمة المراجع
- Jane's Military Vehicles and Logistics, 2009-2010 by Shaun C Connors & Christopher F Foss (Executive Overview) ISBN 0710628943.
- Jane's Military Vehicles and Logistics, 2010-2011 by Shaun C Connors & Christopher F Foss (Executive Overview) ISBN 0710629109.
- G3 Defence Vol 2 Issue 4 August 2010 pp. 46–49 (B'Gosh by Shaun Connors) ISSN 2043-9318.